# Verkeån del II:2 Blästorp
Verkeån del II:2 Blästorp är ett naturreservat i Tomelilla kommun i Skåne län.
Området är naturskyddat sedan 1989 och är 15 hektar stort. Reservatet består av ädellövskog och kulturlandskapet på Linderödsåsens sydostsluttning längs Verkeåns dalgång.